# Helvetiosoma jurassicum
Helvetiosoma jurassicum är en mångfotingart som beskrevs av Karl Wilhelm Verhoeff 1911. Helvetiosoma jurassicum ingår i släktet Helvetiosoma och familjen knöldubbelfotingar. Utöver nominatformen finns också underarten H. j. brevibrachium.